# 템페스트 (1979년 영화)
템페스트(The Tempest)는 영국에서 제작된 데릭 저먼 감독의 1979년 드라마 영화이다. 피터 불 등이 주연으로 출연하였고 모데카이 슈레이버 등이 제작에 참여하였다.

## 출연

### 주연
- 피터 불
- 데이비드 메이어

### 조연
- 닐 커닝햄
- 히스코트 윌리엄스
- 토이아 윌콕스
- 리처드 워윅

## 제작진
- 원작자: 윌리엄 셰익스피어
- 미술: 욜란다 소나벤드

## 같이 보기
- 더 템피스트